# دارياب (مقاطعة دورود)
دارياب (بالفارسية: داریاب) هي قرية تقع في قسم دورود الريفي (مقاطعة دورود) في إيران. يقدر عدد سكانها بـ 1,993 نسمة .